# 2ª edizione dei Satellite Awards
La seconda edizione dei Satellite Award si è tenuta il 22 febbraio 1998.

## Cinema

### Miglior film drammatico
- Titanic, regia di James Cameron
- Amistad, regia di Steven Spielberg
- Boogie Nights - L'altra Hollywood (Boogie Nights), regia di Paul Thomas Anderson
- L.A. Confidential, regia di Curtis Hanson
- Will Hunting - Genio ribelle (Good Will Hunting), regia di Gus Van Sant

### Miglior film commedia o musicale
- Qualcosa è cambiato (As Good as It Gets), regia di James L. Brooks
- Full Monty - Squattrinati organizzati (The Full Monty), regia di Peter Cattaneo
- Harry a pezzi (Deconstructing Harry), regia di Woody Allen
- In & Out, regia di Frank Oz
- Il matrimonio del mio migliore amico (My Best Friend's Wedding), regia di P. J. Hogan

### Miglior film straniero
- Vuoi ballare? - Shall We Dance? (Shall We Dansu?), regia di Masayuki Suo • Giappone
- Carne trémula, regia di Pedro Almodóvar • Spagna
- La mia vita in rosa (Ma vie en rose), regia di Alain Berliner • Francia
- Ponette, regia di Jacques Doillon • Francia
- La Promesse, regia di Jean-Pierre e Luc Dardenne • Belgio

### Miglior film d'animazione o a tecnica mista
- Men in Black, regia di Barry Sonnenfeld
- Alien - La clonazione (Alien: Resurrection), regia di Jean-Pierre Jeunet
- Anastasia, regia di Don Bluth e Gary Goldman
- Il mondo perduto - Jurassic Park (The Lost World: Jurassic Park), regia di Steven Spielberg
- Starship Troopers - Fanteria dello spazio (Starship Troopers), regia di Paul Verhoeven

### Miglior film documentario
- 4 Little Girls, regia di Spike Lee
- Fast, Cheap & Out of Control, regia di Errol Morris
- Hype!, regia di Doug Pray
- Shooting Porn, regia di Ronnie Larsen
- Sick: The Life & Death of Bob Flanagan, Supermasochist, regia di Kirby Dick

### Miglior regista
- James Cameron – Titanic
- Paul Thomas Anderson – Boogie Nights - L'altra Hollywood (Boogie Nights)
- Curtis Hanson – L.A. Confidential
- Steven Spielberg – Amistad
- Gus Van Sant – Will Hunting - Genio ribelle (Good Will Hunting)

### Miglior attore in un film drammatico
- Robert Duvall – L'apostolo (The Apostle)
- Russell Crowe – L.A. Confidential
- Matt Damon – Will Hunting - Genio ribelle (Good Will Hunting)
- Leonardo DiCaprio – Titanic
- Djimon Hounsou – Amistad
- Mark Wahlberg – Boogie Nights - L'altra Hollywood (Boogie Nights)

### Miglior attrice in un film drammatico
- Judi Dench – La mia regina (Mrs. Brown)
- Joan Allen – Tempesta di ghiaccio (The Ice Storm)
- Helena Bonham Carter – Le ali dell'amore (The Wings of the Dove)
- Julie Christie – Afterglow
- Kate Winslet – Titanic

### Miglior attore in un film commedia o musicale
- Jack Nicholson – Qualcosa è cambiato (As Good as It Gets)
- Robert Carlyle – Full Monty - Squattrinati organizzati (The Full Monty)
- Dustin Hoffman – Sesso & potere (Wag the Dog)
- Tommy Lee Jones – Men in Black
- Kevin Kline – In & Out
- Howard Stern – Private Parts

### Miglior attrice in un film commedia o musicale
- Helen Hunt – Qualcosa è cambiato (As Good as It Gets)
- Pam Grier – Jackie Brown
- Lisa Kudrow – Romy & Michelle (Romy and Michele's High School Reunion)
- Parker Posey – La casa del sì (The House of Yes)
- Julia Roberts – Il matrimonio del mio migliore amico (My Best Friend's Wedding)

### Miglior attore non protagonista in un film drammatico
- Burt Reynolds – Boogie Nights - L'altra Hollywood (Boogie Nights)
- Billy Connolly – La mia regina (Mrs. Brown)
- Danny DeVito – L'uomo della pioggia - The Rainmaker (The Rainmaker)
- Samuel L. Jackson – La baia di Eva (Eve's Bayou)
- Robin Williams – Will Hunting - Genio ribelle (Good Will Hunting)

### Miglior attrice non protagonista in un film drammatico
- Julianne Moore – Boogie Nights - L'altra Hollywood (Boogie Nights)
- Minnie Driver – Will Hunting - Genio ribelle (Good Will Hunting)
- Ashley Judd – Il collezionista (Kiss the Girls)
- Debbi Morgan – La baia di Eva (Eve's Bayou)
- Sigourney Weaver – Tempesta di ghiaccio (The Ice Storm)

### Miglior attore non protagonista in un film commedia o musicale
- Rupert Everett – Il matrimonio del mio migliore amico (My Best Friend's Wedding)
- Mark Addy – Full Monty - Squattrinati organizzati (The Full Monty)
- Cuba Gooding Jr. – Qualcosa è cambiato (As Good as It Gets)
- Greg Kinnear – Qualcosa è cambiato (As Good as It Gets)
- Rip Torn – Men in Black

### Miglior attrice non protagonista in un film commedia o musicale
- Joan Cusack – In & Out
- Cameron Diaz – Il matrimonio del mio migliore amico (My Best Friend's Wedding)
- Linda Fiorentino – Men in Black
- Anne Heche – Sesso & potere (Wag the Dog)
- Shirley Knight – Qualcosa è cambiato (As Good as It Gets)

### Miglior sceneggiatura originale
- Ben Affleck e Matt Damon – Will Hunting - Genio ribelle (Good Will Hunting)
- Paul Thomas Anderson – Boogie Nights - L'altra Hollywood (Boogie Nights)
- Simon Beaufoy – Full Monty - Squattrinati organizzati (The Full Monty)
- Jeremy Brock – La mia regina (Mrs. Brown)
- James Cameron – Titanic

### Miglior sceneggiatura non originale
- Curtis Hanson e Brian Helgeland – L.A. Confidential
- Hossein Amini – Le ali dell'amore (The Wings of the Dove)
- Atom Egoyan – Il dolce domani (The Sweet Hereafter)
- David Franzoni – Amistad
- James Schamus – Tempesta di ghiaccio (The Ice Storm)

### Miglior montaggio
- Richard A. Harris e Conrad Buff – Titanic
- Richard Francis-Bruce – Air Force One
- Peter Honess – L.A. Confidential
- Michael Kahn – Amistad
- Dylan Tichenor – Boogie Nights - L'altra Hollywood (Boogie Nights)

### Miglior fotografia
- Janusz Kaminski – Amistad
- Don Burgess – Contact
- Russell Carpenter – Titanic
- Dante Spinotti – L.A. Confidential
- Amy Vincent – La baia di Eva (Eve's Bayou)

### Miglior scenografia
- Peter Lamont – Titanic
- John Beard – Le ali dell'amore (The Wings of the Dove)
- Rick Carter – Amistad
- Jeannine Oppewall – L.A. Confidential
- Jan Roelfs – Gattaca - La porta dell'universo (Gattaca)

### Migliori costumi
- Deborah Lynn Scott – Titanic
- Ruth E. Carter – Amistad
- Deirdre Clancy – La mia regina (Mrs. Brown)
- Sandy Powell – Le ali dell'amore (The Wings of the Dove)
- Sylvie de Segonzac – L'insolente (Beaumarchais, l'insolent)

### Miglior colonna sonora
- James Horner – Titanic
- Mike Figgis – Complice la notte (One Night Stand)
- Jerry Goldsmith – L.A. Confidential
- David Newman – Anastasia
- John Williams – Amistad

### Miglior canzone originale
- My Heart Will Go On (Céline Dion), musica e testo di James Horner e Will Jennings – Titanic
- Journey to the Past (Liz Callaway & Stephen Flaherty), musica e testo di Stephen Flaherty e Lynn Ahrens – Anastasia
- Once Upon a December (Deana Carter), musica e testo di Stephen Flaherty e Lynn Ahrens – Anastasia
- A Song for Mama (Boyz II Men), musica e testo di Babyface – I sapori della vita (Soul Food)
- Tomorrow Never Dies (Sheryl Crow), musica e testo di Sheryl Crow e Mitchell Froom – Il domani non muore mai (Tomorrow Never Dies)

### Migliori effetti visivi
- Ken Ralston – Contact
- Rick Baker – Men in Black
- Robert Legato – Titanic
- Mark Stetson – Il quinto elemento (The Fifth Element)
- Phil Tippett e Scott E. Anderson – Starship Troopers - Fanteria dello spazio (Starship Troopers)

## Televisione

### Miglior serie drammatica
- NYPD - New York Police Department (NYPD Blue)
- Homicide (Homicide: Life on the Street)
- Jarod il camaleonte (The Pretender)
- Law & Order
- X-Files (The X-Files)

### Miglior serie commedia o musicale
- Frasier
- The Drew Carey Show
- Innamorati pazzi (Mad About You)
- The Larry Sanders Show
- Spin City

### Miglior miniserie o film per la televisione
- Don King - Una storia tutta americana (Don King: Only in America), regia di John Herzfeld
- Breast Men, regia di Lawrence O'Neil
- Il colore del sangue (Miss Evers' Boys), regia di Joseph Sargent
- George Wallace, regia di John Frankenheimer
- I mastini del potere (Weapons of Mass Distraction), regia di Stephen Surjik
- L'Odissea (The Odyssey), regia di Andrej Končalovskij

### Miglior attore in una serie drammatica
- Jimmy Smits – NYPD - New York Police Department (NYPD Blue)
- David Duchovny – X-Files (The X-Files)
- Dennis Franz – NYPD - New York Police Department (NYPD Blue)
- Sam Waterston – Law & Order
- Michael T. Weiss – Jarod il camaleonte (The Pretender)

### Miglior attrice in una serie drammatica
- Kate Mulgrew – Star Trek: Voyager
- Gillian Anderson – X-Files (The X-Files)
- Kim Delaney – NYPD - New York Police Department (NYPD Blue)
- Julianna Margulies – E.R. - Medici in prima linea (ER)
- Ally Walker – Profiler - Intuizioni mortali (Profiler)

### Miglior attore in una serie commedia o musicale
- Kelsey Grammer – Frasier
- Tim Allen – Quell'uragano di papà (Home Improvement)
- Drew Carey – The Drew Carey Show
- Michael J. Fox – Spin City
- Garry Shandling – The Larry Sanders Show

### Miglior attrice in una serie commedia o musicale
- Tracey Ullman – Tracey Takes On...
- Jane Curtin – Una famiglia del terzo tipo (3rd Rock from the Sun)
- Ellen DeGeneres – Ellen
- Helen Hunt – Innamorati pazzi (Mad About You)
- Brooke Shields – Susan (Suddenly Susan)

### Miglior attore in una miniserie o film per la televisione
- Gary Sinise – George Wallace
- Armand Assante – L'Odissea (The Odyssey)
- Gabriel Byrne – I mastini del potere (Weapons of Mass Distraction)
- Sidney Poitier – Mandela e De Klerk (Mandela and de Klerk)
- Ving Rhames – Don King - Una storia tutta americana (Don King: Only in America)

### Miglior attrice in una miniserie o film per la televisione
- Jennifer Beals – L'orgoglio di un figlio (The Twilight of the Golds) ex aequo
- Alfre Woodard – Il colore del sangue (Miss Evers' Boys) ex aequo
- Glenn Close – La luce del crepuscolo (In the Gloaming)
- Greta Scacchi – L'Odissea (The Odyssey)
- Meryl Streep – Non nuocere o Un passo verso il domani (...First Do No Harm)

### Miglior attore non protagonista in una miniserie o film per la televisione
- Vondie Curtis-Hall – Don King - Una storia tutta americana (Don King: Only in America)
- Jason Alexander – Cenerentola (Cinderella)
- Joe Don Baker – George Wallace
- Michael Caine – Mandela e De Klerk (Mandela and de Klerk)
- Ossie Davis – Il colore del sangue (Miss Evers' Boys)

### Miglior attrice non protagonista in una miniserie o film per la televisione
- Ellen Barkin – Prima che le donne potessero volare (Before Women Had Wings)
- Louise Fletcher – Breast Men
- Bernadette Peters – Cenerentola (Cinderella)
- Mimi Rogers – I mastini del potere (Weapons of Mass Distraction)
- Mare Winningham – George Wallace

## Altri premi

### Miglior cast in un film
- Boogie Nights - L'altra Hollywood (Boogie Nights) – Don Cheadle, Heather Graham, Luis Guzmán, Philip Baker Hall, Philip Seymour Hoffman, Thomas Jane, Ricky Jay, William H. Macy, Alfred Molina, Julianne Moore, Nicole Ari Parker, John C. Reilly, Burt Reynolds, Robert Ridgely, Mark Wahlberg e Melora Walters

### Miglior talento emergente
- Aaron Eckhart – Nella società degli uomini (In the Company of Men)

### Mary Pickford Award
- Jodie Foster